# 山本一成
山本 一成（やまもと いっせい、1985年12月19日 - ）は、愛知県出身の実業家、プログラマ、研究員。Turing株式会社のCEO。
東京大学工学部卒業。同大学院修了。将棋ソフトのPonanzaの開発者である。東大将棋部OBでアマ五段。

## 経歴
1985年、愛知県犬山市に生まれる。小学生のときに目の病気を患い、外での運動が禁止されていたため、放課後は家で過ごしていた。小学校4年生のころ、学校で将棋が流行っていたため、ルールを覚える。病気のため、家で過ごす時間が長いこともあって、両親も山本が将棋に親しむことを推奨した。なお、目の病気については小学校を卒業するころには完治している。
中学校、高校は将棋部に加わっており、東京大学工学部に進学してからもやはり将棋部に所属する。しかしながら、大学進学後は燃え尽き症候群のようになり、毎日が麻雀と『ダンス・ダンス・レボリューション』と将棋ばかりで、留年することになる。留年したことをきっかけに、苦手意識を持っていたコンピュータを克服しようと、書店でC言語解説書の定番『はじめてのC』を購入し、読み通し、練習問題などを解いてみたところ「けっこうできる」ことを自覚する。中でも「エイト・クイーン問題」と呼ばれるチェスの盤と駒を使ったパズルを解くプログラムが、詰将棋に似ていることから興味を抱く。詰将棋の解法プログラムの自作をはじめ、江戸時代に創作された超難解詰将棋「寿」（611手詰め）をプログラムが解けるようになったころから、徐々に本将棋のプログラムに移行していき、将棋プログラムが完成したのが2008年である。保木邦仁が開発したコンピュータ将棋の歴史を変えたと言われている革新的ソフト「Bonanza」をもじって「Ponanza」と名付ける。なお、最初の「Ponanza」は山本が対局すると六枚落ちでも山本が勝つ程度で、2009年に初出場した世界コンピュータ将棋選手権でも一次予選で敗退した。
東京大学大学院卒業後、スマートフォンアプリなどを開発していたHEROZにインターンを経て入社、同社が上場するまでリードエンジニアとして助力する。入社後に山本が携わったアプリ『将棋ウォーズ』120万ダウンロード（2014年時点）を超えるヒット作となった。
その後もPonanzaはソースコードを全廃棄しては作り直すといったことを繰り返し、強化されていった。2013年3月30日に開催された第2回将棋電王戦第2局において、佐藤慎一四段（当時）とPonanzaが対局し、Ponanzaは公式の場で現役のプロ棋士と対局して勝利した初のプログラムとなり、翌2014年の第3回電王戦では大将として屋敷伸之九段（当時）に勝利している。そして、2017年の第2期電王戦において、Ponanzaは佐藤天彦名人（当時）を下した。
将棋プログラムで名人に勝った次のステップとして、山本は日本のGDPから見て大きな産業である自動車産業に着目するが、山本自身の経歴はソフトウェア開発者であって、自動車を作るときに必要なハードウェアの知識が無かった。そんなとき、青木俊介と出会い、一緒に事業を立ち上げることにした。
2021年に自動運転EVスタートアップであるTuring株式会社を設立し、CEOを務めている。Turingでは、会社の大きな方針の決定、「人の採用」、開発・運営資金を集めることを仕事としており、山本自身が開発現場でプログラミングを行うことはない。
HEROZの技術顧問、名古屋大学特任准教授、愛知学院大学特任教授、東京大学先端科学技術研究センター客員研究員でもある。

## 著書
- 『人工知能はどのようにして 「名人」を超えたのか?―最強の将棋AIポナンザの開発者が教える機械学習・深層学習・強化学習の本質』ダイヤモンド社、2017年5月11日。ISBN 978-4478102541。
将棋ペンクラブ大賞特別賞を受賞